# Iscadia montei
Iscadia montei är en fjärilsart som beskrevs av Da Costa Lima 1936. Iscadia montei ingår i släktet Iscadia och familjen trågspinnare. Inga underarter finns listade i Catalogue of Life.